# Новоявленка (селище)
Новоя́вленка — селище Новодонецької селищної громади Краматорського району Донецької області, Україна. Населення становить 225 осіб.